# Edith Kann
Edith Kann (* 19. April 1907 in Krems an der Donau, Österreich-Ungarn; † 7. Oktober 1987 in Wien) war eine österreichische Botanikerin (Algologin) und Limnologin, die insbesondere zu Cyanobakterien forschte, die in Kanns aktiver Zeit noch als Cyanophyten („Blaualgen“) klassifiziert wurden. Ihr botanisches Autorenkürzel lautet „Kann“.

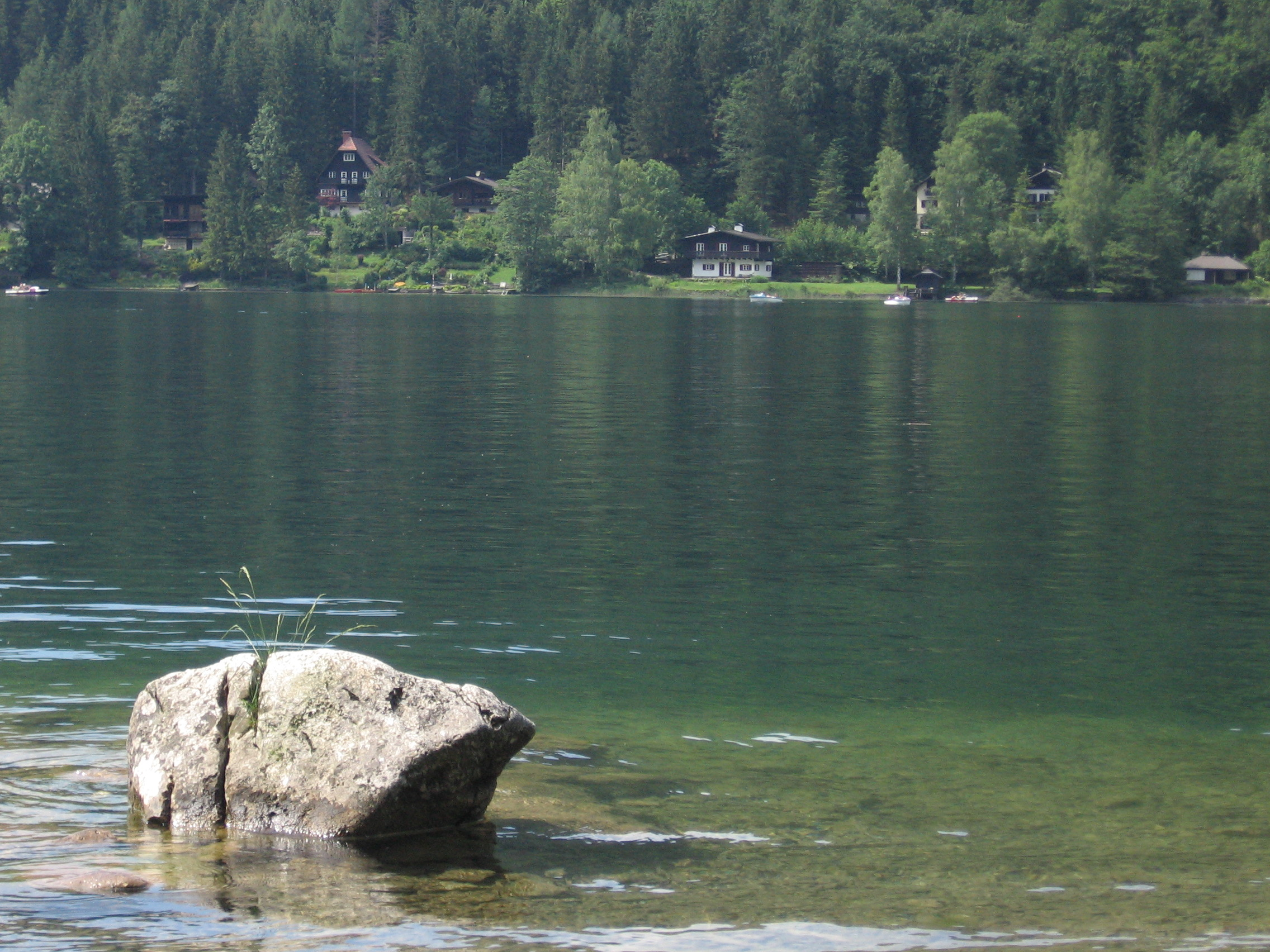
Lunzer See vom Antenscherm aus. Als Kann hier an ihrer Dissertation arbeitete, stand nur das linke Haus.

## Leben
Ihr Vater war Bauingenieur und damals Leiter des Bauloses der Wachaubahn in Willendorf, als dort am 7. August 1908 die berühmte Venus von Willendorf gefunden wurde. Kann lebte daher zuerst in Spitz, ab 1911 in Wien. 1918–1926 besuchte sie das Realgymnasium für Beamtentöchter Wien VIII, danach studierte sie an der Universität Wien Naturgeschichte und Geographie. 1930 und 1931 nahm sie an Limnologischen Sommerkursen der Biologischen Station Lunz teil und begann unter Franz Ruttner ihre Dissertation über die Ökologie der litoralen Algenaufwuchses im Lunzer Untersee. Bereits am 21. März 1931 fand die Promotion sub auspiciis praesidentis statt und am 6. Juni 1932 bestand sie die Lehramtsprüfung für Mittelschulen in Naturgeschichte und Geographie. 
Da sie nach dem Probejahr infolge der Weltwirtschaftskrise arbeitslos wurde, ging Kann von 1935 bis 1936 als Privatlehrerin nach Ankara. Zurückgekehrt nach Wien belegte sie 1937/38 erneut an der Universität einen Lebenswirtschaftskunde-Lehrgang, dessen Abschlussprüfung aber durch den „Anschluss“ jäh abgebrochen wurde. Für 1938–1940 erhielt sie nun ein Stipendium der Kaiser-Wilhelm-Gesellschaft zur Bearbeitung der Ökologie von Litoral-Algen an der Hydrobiologischen Anstalt in Plön unter August Thienemann. 1940 bis 1967 unterrichtete sie dann an mehreren Wiener Mittelschulen die Fächer Naturgeschichte und Geographie (zuletzt lange Jahre am Realgymnasium in der Rahlgasse). Ihr Verlobter, der Plöner Hydrobotaniker Hartmut Roll (* 1914), starb 1943 als Soldat an der Ostfront.

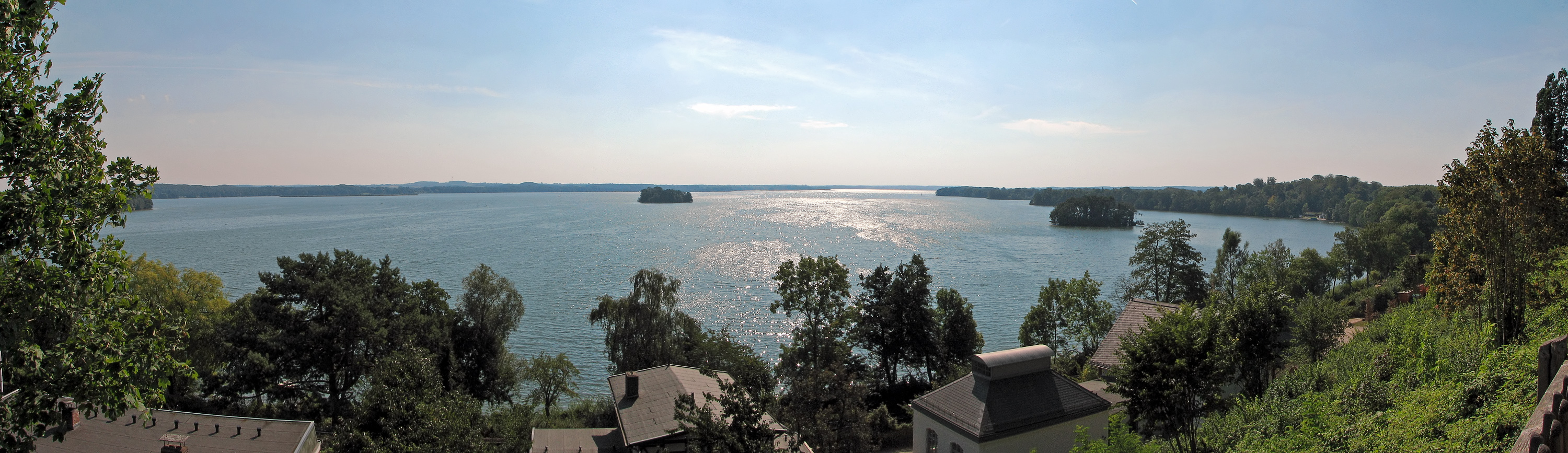
Der Große Plöner See, Untersuchungsobjekt Kanns 1938-40.

## Botanische Forschung
Nach dem Krieg setzte sie ab 1954 ihre Algenuntersuchungen in Lunz während der Sommermonate fort, mit Material aus Seen des In- und Auslandes – zum Teil mit dem Ziel, Aussagen über die Wasserqualität im Trophiesystem treffen zu können. Im Schuljahr 1962/63 war sie zu diesem Zweck  beurlaubt. Ihr Hauptinteresse galt mehr und mehr den Blaualgen (Cyanophyta) aus Seen und Fließgewässern, für die sie auch in systematischen Fragen eine Spezialistin wurde, mit der weltweit korrespondiert wurde. 1959 gründete sie mit dem Zürcher Limnologen Otto Jaag die International Association for Cyanophyte Research (IAC)  mit periodisch abgehaltenen Symposien für Cyanophytenforschung. Auch auf Tagungen der Societas Internationalis Limnologiae (SIL) war sie oft mit Vorträgen beteiligt und ebenso stets bei den Lunzer Limnologischen Sommerkursen.
Zwei Star-Operationen 1979 und 1980 konnten ihre Mikroskopier-Freude noch nicht einschränken. Erst am 21. März 1987 erklärte sie ihre wissenschaftliche Tätigkeit für beendet. Am 4. August erlitt sie in Lunz einen Schlaganfall, wurde aber viel zu spät gefunden. Die Redegewaltige war nun ihrer Sprache beraubt, teilweise gelähmt. Sie starb am 7. Oktober in Wien.
Sie hat 36 Publikationen zur Botanik veröffentlicht und galt als eine der führenden Autoritäten für Blaualgen. Ihr Buch über die Systematik von Algen in Österreich bedeutete eine "wertvolle Bereicherung" der Kenntnisse dieses Fachgebiets.

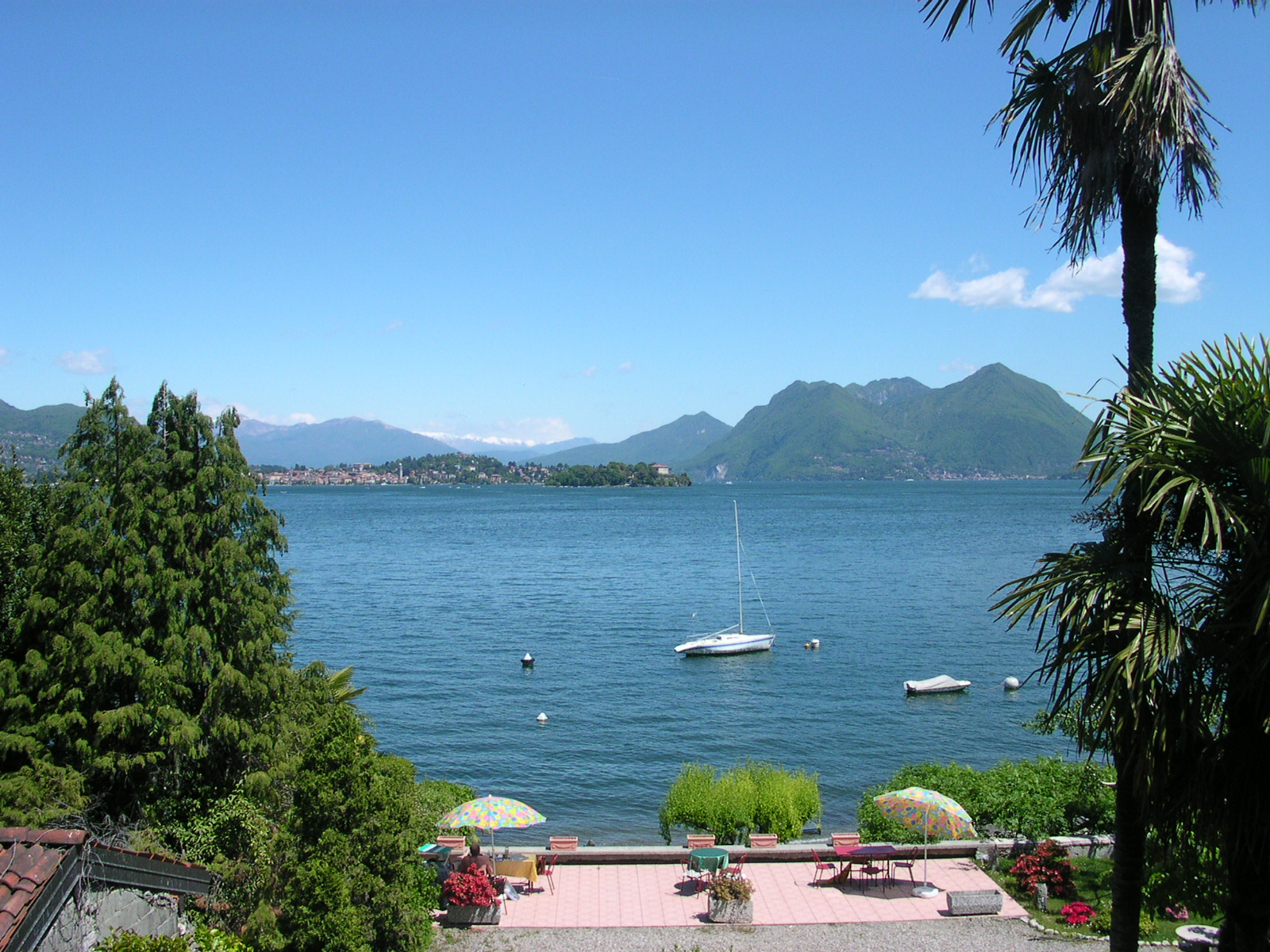
Den Lago Maggiore untersuchte Prof. Kann 1959-60.- Sie bewies stets großes Geschick im Anwerben der nötigen Hilfskräfte ihrer "Ein-Frau-Expeditionen" (ohne Auto).
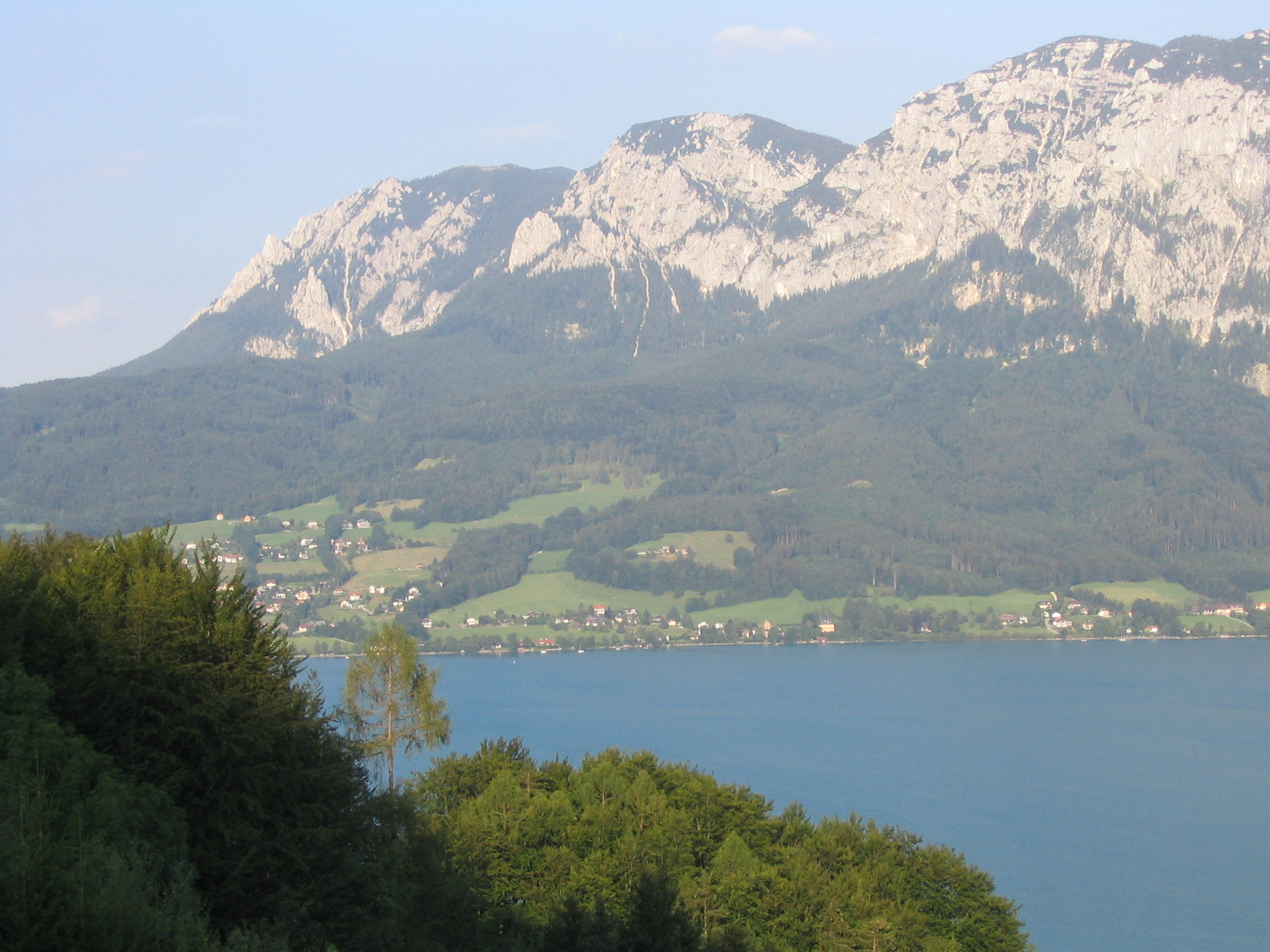
Der Attersee wurde 1974-77 auf seine Algenflora durchforscht, unter besonderer Berücksichtigung der "rotbunten Tiefenbiozönose" (Geitler 1928; Dämmerlicht-Algen in 15–25 m Tiefe).
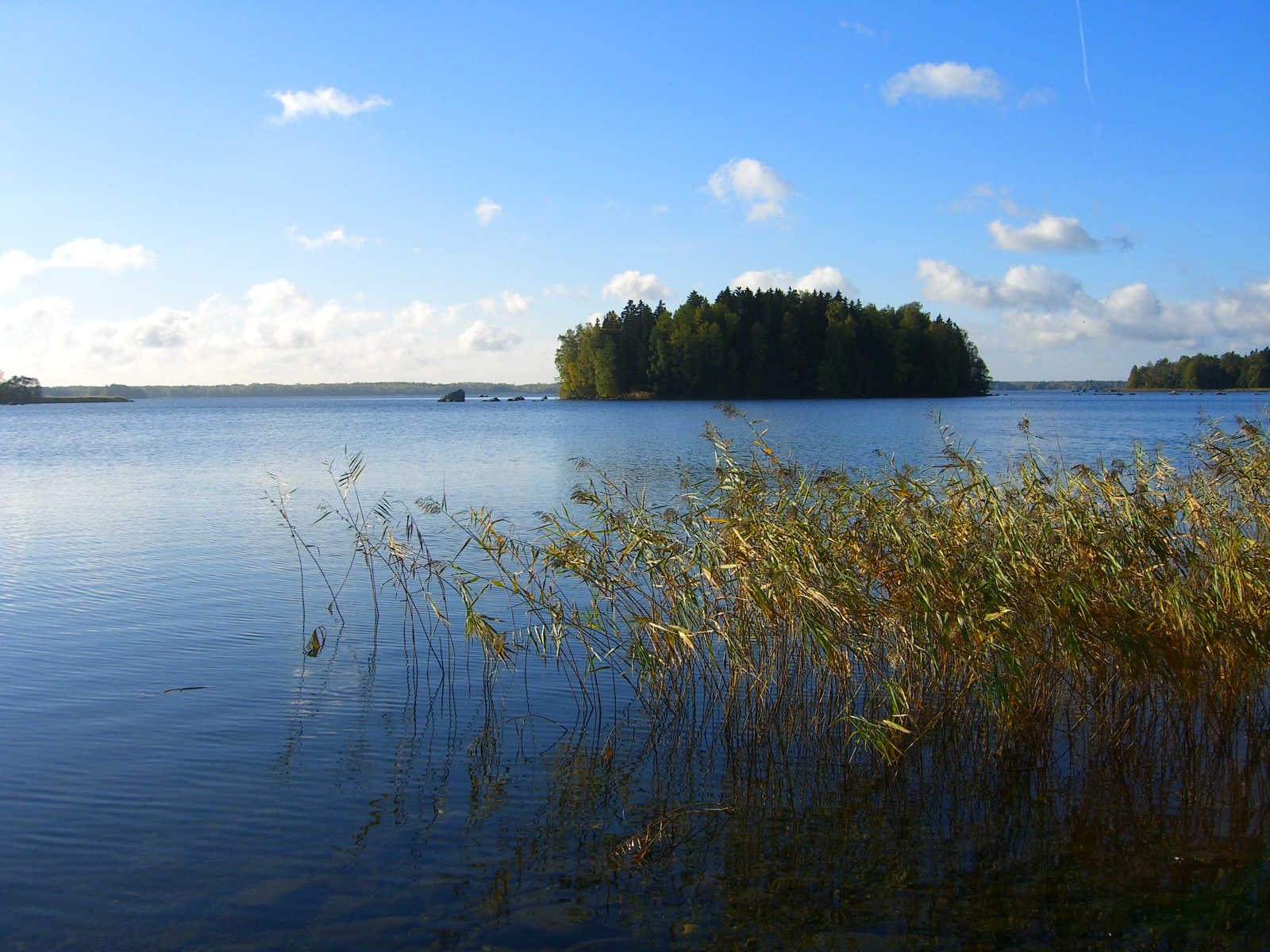
Kann untersuchte die Algenbiozönose des schwedischen Erken 1974 und 1977; Publikation posthum 1993.
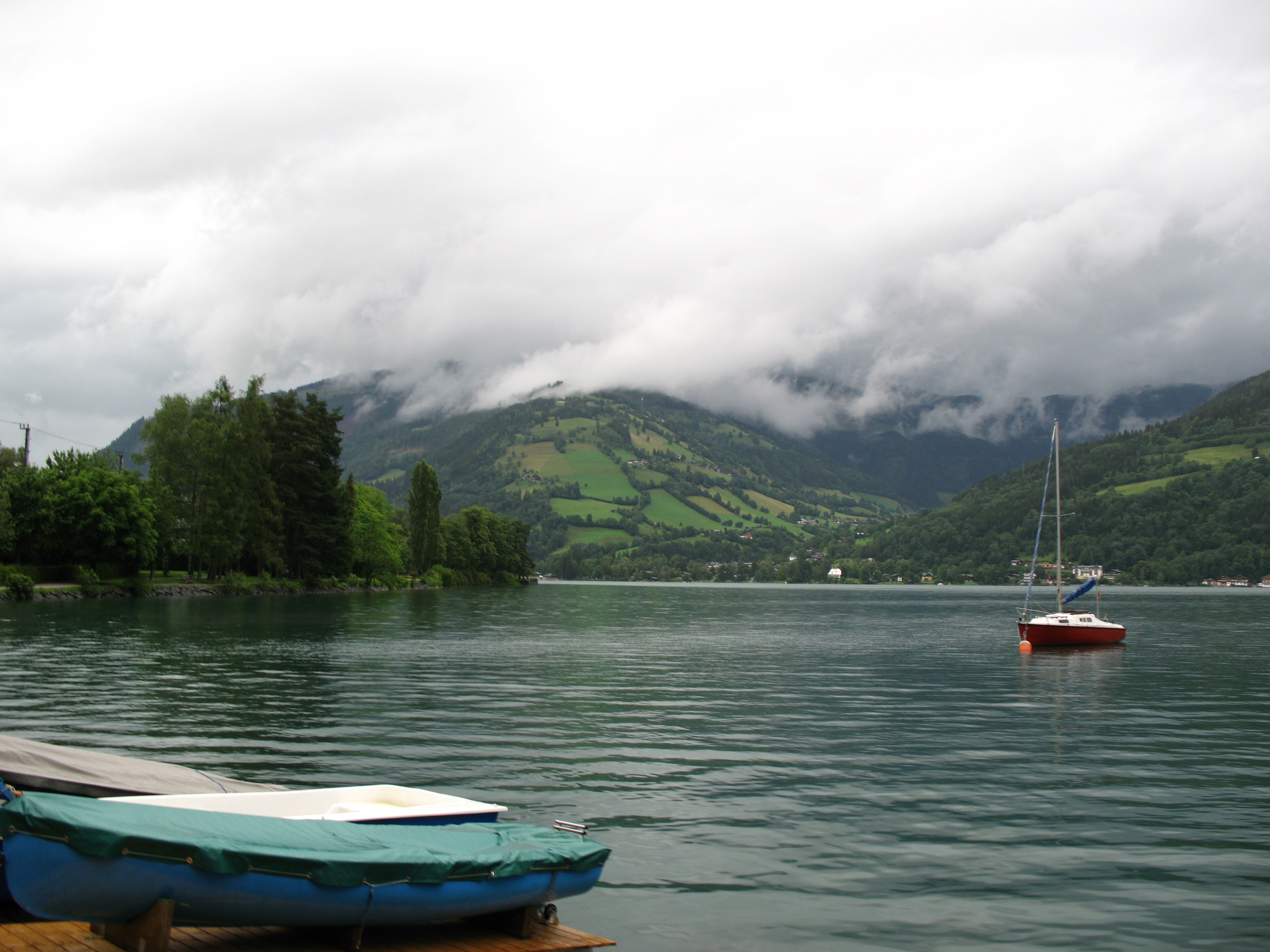
Der Salzburger Zeller See, algologisch untersucht 1978-81.

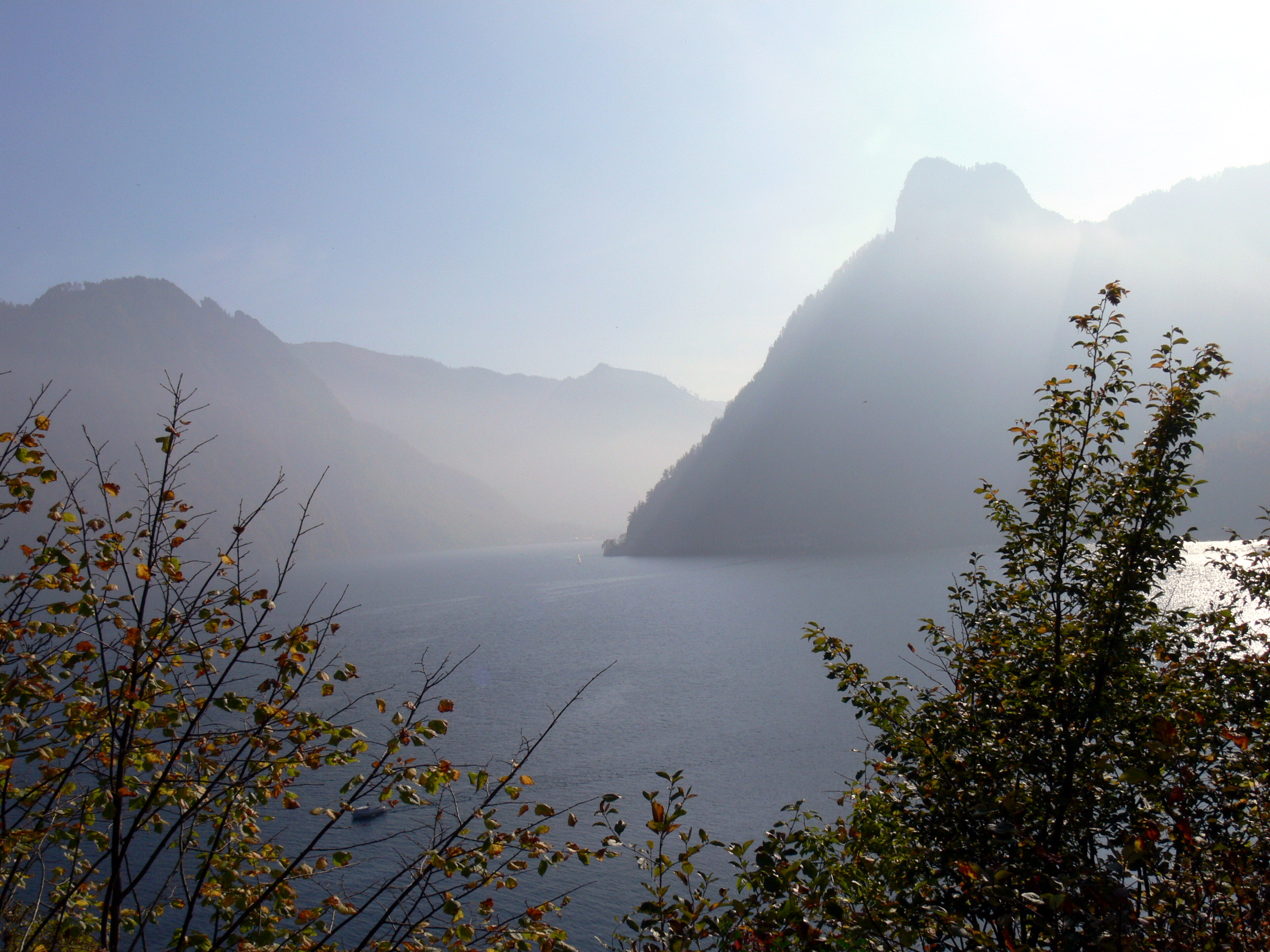
Auch der Traunsee wurde mehrmals untersucht, um etwaige Einflüsse der Calciumchlorid-Einleitungen auf die benthischen Algen festzustellen – zuletzt 1982.
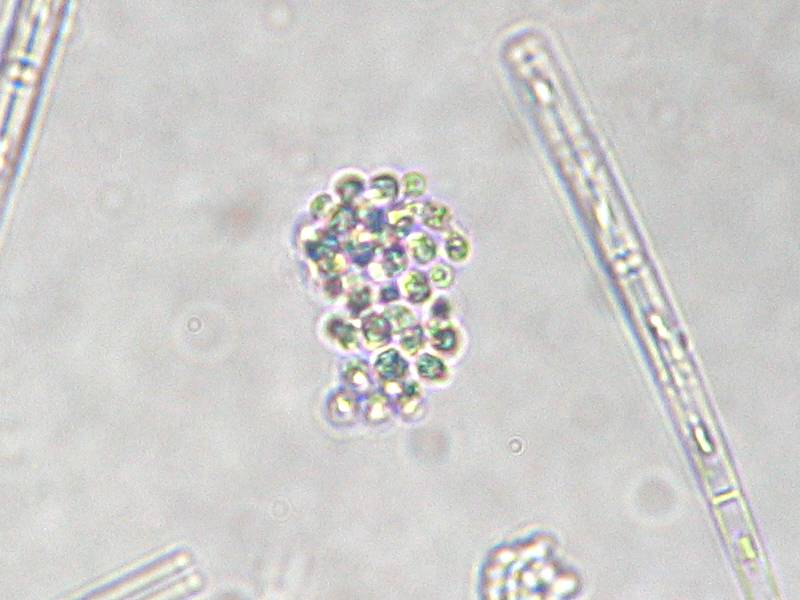
Gomphosphaeria sp., eine Blaualge, wie sie laut Kann unter anderem auch im Lunzer See vorkommt, aber (wegen Merkmalsarmut) kaum näher zu bestimmen war.
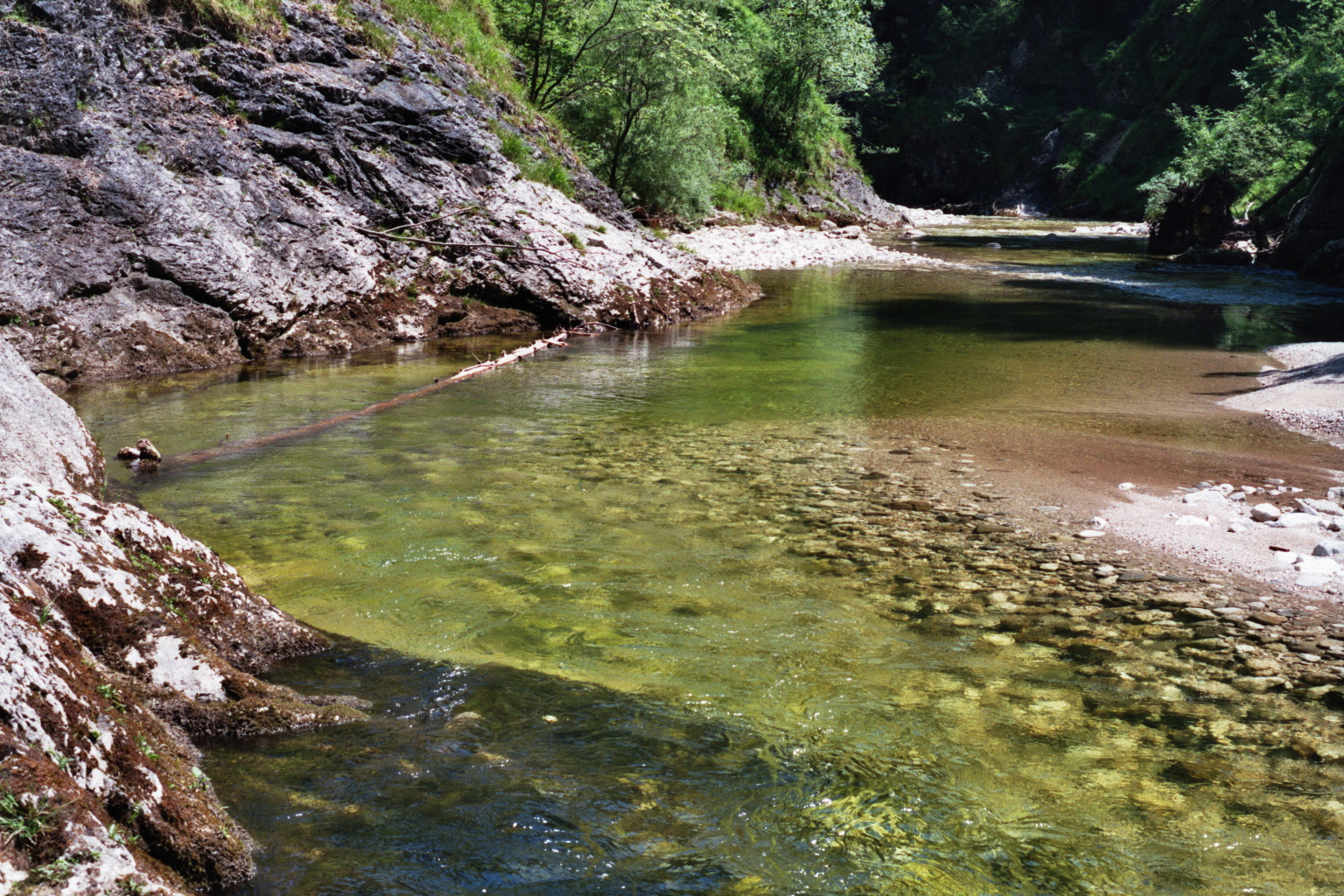
Reichramingbach: Algen-Vegetationsfärbung (in Anschluss an Lothar Geitler 1927), untersucht 1983 für ein Gutachten der OÖ. Landesregierung.- Kann hatte etliche Alpen-Bäche auf ihrem "Programm" – aber auch die Donau.
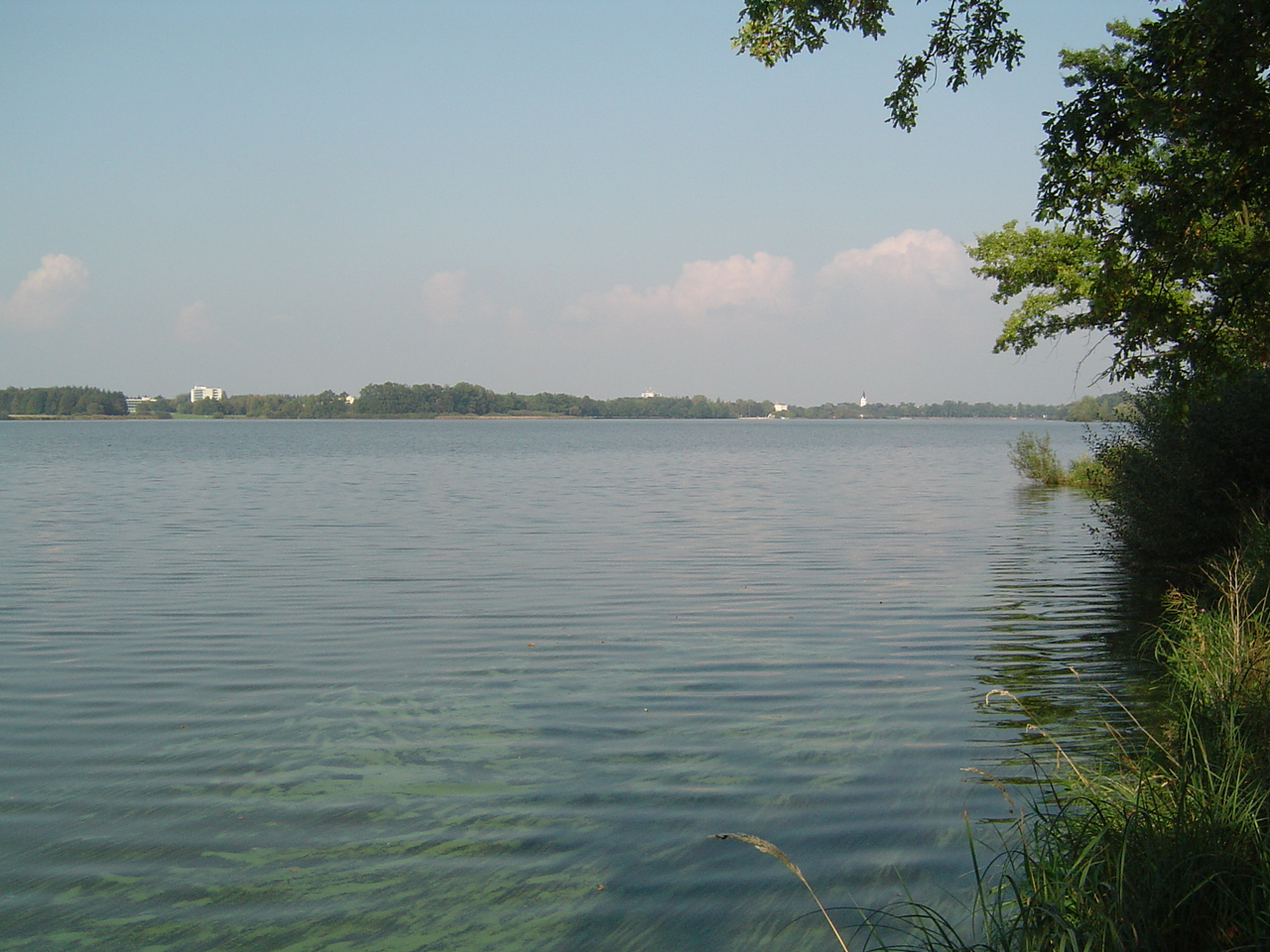
Am großen Teich (Svět) von Třeboň (hier im Hintergrund) liegt das Hydrobotanische Institut der Karls-Universität Prag, in dem Dr. Kann mit Prof. Jiři Komárek an einem Bestimmungsbuch für Cyanophyten arbeitete.

## Werke
- Systematik und Ökologie der Algen österreichischer Bergbäche. Schweizerbart, Stuttgart 1978. 238 pp.